# Przemysław Ogrodziński

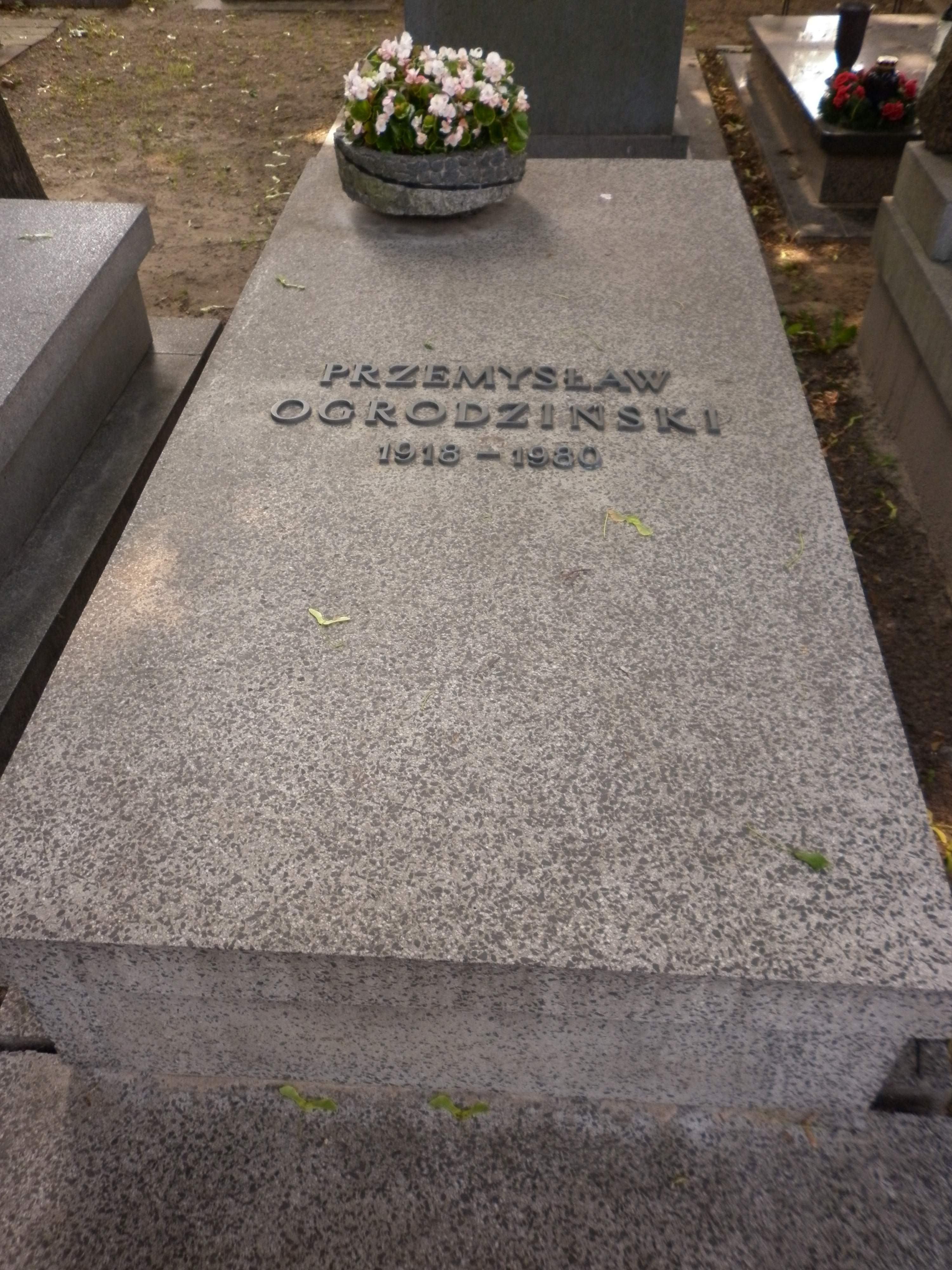
Grób Przemysława Ogrodzińskiego

Przemysław Antoni Ogrodziński ps. „Stanisław”, „Dyplomata”, „Agapit” (ur. 4 maja 1918, zm. 11 maja 1980) – polski działacz polityczny i dyplomata, poseł do Krajowej Rady Narodowej, ambasador PRL w Indiach i Norwegii, dyrektor generalny MSZ (1956–1962).

## Życiorys
Ukończył studia prawnicze na Uniwersytecie Jagiellońskim. W okresie II Rzeczypospolitej działał w jednolitofrontowym we Lwowie Związku Niezależnej Młodzieży Socjalistycznej oraz PPS, do której wstąpił w drugiej połowie lat trzydziestych. Podczas pierwszej okupacji Lwowa (1939–1941) sprzeciwiał się antysowieckiemu ruchowi oporu, wraz z ojcem został czasowo uwięziony za fałszowanie dokumentów paszportowych. W czasie niemieckiej okupacji Lwowa (1941–1944) zaangażowany w działalność regionalnych oddziałów PPS-WRN oraz Rady Pomocy Żydom „Żegota”, której był skarbnikiem. Był redaktorem lewicowej prasy konspiracyjnej, w tym pisma socjalistyczno-ludowego „Za Wolność i Niepodległość”. W październiku 1944 został przewodniczącym Tymczasowego Zarządu Głównego OM TUR. 31 grudnia 1944 wszedł w skład Krajowej Rady Narodowej z rekomendacji OM TUR. Pracował w Komisji Spraw Zagranicznych. Zasiadał w Radzie Naczelnej PPS. W 1948 był delegatem na zjazd zjednoczeniowy PPR i PPS.
W 1945 rozpoczął karierę w dyplomacji, m.in. na stanowisku radcy ambasady w Rzymie. 10 lipca 1952 objął stanowisko Chargé d’affaires ad interim w ambasadzie w Paryżu – placówką kierował do wiosny 1954. Był także przedstawicielem PRL w Międzynarodowej Komisji Nadzoru i Kontroli w Wietnamie. Od 1956 do 1962 sprawował funkcję dyrektora generalnego MSZ. 24 września 1962 złożył listy uwierzytelniające jako ambasador w Indiach. Od lutego do czerwca 1963 reprezentował także interesy PRL na Cejlonie. W 1968 jako pracownik MSZ odmówił włączenia się do nagonki antysemickiej.
10 czerwca 1969 rozpoczął misję ambasadorską w Norwegii, zaś 15 października 1969 złożył listy uwierzytelniające jako ambasador w Islandii.
Zmarł w 1980. Został pochowany na Cmentarzu Komunalnym na Powązkach (kwatera B39-7-3). Odznaczony m.in. Orderem Sztandaru Pracy II klasy, Krzyżami Kawalerskim, Oficerskim (1951) i Komandorskim Orderu Odrodzenia Polski.
Żonaty z Haliną Jacuńską-Ogrodzińską. Jego synem jest dyplomata Piotr Ogrodziński.

## Źródła podstawowe
- Życiorysy nowo mianowanych ambasadorów, „Trybuna Ludu”, nr 122 z 4 maja 1969, s. 8
- Życie Warszawy, nr 114 z 14 maja 1980, s. 2 (nekrolog)
- Trybuna Ludu, nr 114 z 14 maja 1980, s. 5 (nekrolog)